# Genaro Sales Pinheiro
Genaro Sales Pinheiro (Tomazina, 4 de março de 1893 – Rio de Janeiro, 14 de março de 1985) foi um político brasileiro.
Filho de Dulcino Pinheiro e Ana Sales Pinheiro, casou com Pedrelina Teles Pinheiro.
Foi eleito senador pelo Espírito Santo (estado) nas eleições gerais no Brasil em 1935, assumindo o mandato em maio de 1935. Em maio de 1937 participou da convenção para o lançamento da candidatura de José Américo de Almeida à presidência da República nas eleições previstas para 1938. Permaneceu no senado até novembro de 1937, quando o advento do Estado Novo (Brasil) suprimiu todos os órgãos legislativos do país e cancelou as eleições. Foi reeleito senador nas eleições estaduais no Espírito Santo em 1945.